# Bitwa pod Sekigaharą
Bitwa pod Sekigaharą (jap. 関ヶ原の戦い Seki-ga-hara no tatakai) – miała miejsce w dniu 21 października 1600 roku, w pobliżu japońskiej miejscowości Sekigahara (ob. miasteczko w południowo-zachodniej części prefektury Gifu). 
Była to jedna z decydujących bitew w dziejach Japonii. Wyniosła na szczyt władzy Ieyasu Tokugawę (1543–1616), który potrafił to zwycięstwo militarne przekształcić w hegemonię swojego rodu, który władał krajem, aż do restauracji Meiji w drugiej połowie XIX wieku.

## Przeciwnicy
Naprzeciw siebie stanęły dwie armie: wschodnia i zachodnia.
Armia wschodnia (tōgun), pod przywództwem Ieyasu Tokugawy. W jej skład wchodzili m.in.:

- Hidetada Tokugawa
- Masanori Fukushima
- Yukinaga Asano
- Yoshishige Hachisuka
- Tadaoki Hosokawa
- Kazumasa Ikuma
- Kazutaka Nakamura
- Yoshiakira Katō
- Kazutoyo Yamanouchi
- Sadatsugu Tsutsui
- Nagamasa Kuroda

Jej siły oblicza się na ok. 130 tys. żołnierzy, jednak nie wszystkie oddziały brały udział w bitwie.
Armia zachodnia (seigun), koalicja zachodnich daimyō pod dowództwem Mitsunariego Ishidy, w skład której weszli m.in.:

- Yoshihiro Shimazu
- Yukinaga Konishi
- Hideie Ukita
- Hidemoto Mōri
- Masaie Natsuka
- Yoshitaka Ōtani
- Ekei Ankokuji
- Morichika Chōsokabe

Jej siły wynosiły ok. 80 tys. żołnierzy, ale podobnie jak w przypadku armii wschodniej, nie wszystkie oddziały wzięły udział w walce.
Oddziały Hideakiego Kobayakawy i Hiroie Kikkawy w decydującym momencie bitwy przeszły na stronę armii wschodniej.

## Przebieg
Bitwa wybuchła, gdy podczas ogromnej ulewy oddziały Fukushimy, zmieniając swoje pozycje, wpadły na straż tylną Ukity. W ciężkich warunkach terenowych i w czasie deszczu armie rozpoczęły trwającą wiele godzin walkę.
Sytuacja armii zachodniej była lepsza dopóki wspomniane oddziały nie przeszły na stronę armii wschodniej. Zdrada zaowocowała pokaźnymi stratami w ludziach Konishiego i Ukity, którzy zostali niespodziewanie zaatakowani przez Hideakiego Kobayakawę. Po tym wydarzeniu panika ogarnęła armię zachodnią. Jednym z pierwszych, którzy uciekli był Mitsunari Ishida. Został złapany kilka dni później i publicznie stracony razem z Yukinagą Konishim i Ekei Ankokujim.

## Lista dowódców

### Armia wschodnia (siły Tokugawy)
- Ieyasu Tokugawa - 30 000 ludzi
- Toshinaga Maeda
- Masamune Date
- Kiyomasa Katō - 3 000
- Masanori Fukushima - 6 000
- Tadaoki Hosokawa - 5 000
- Yukinaga Asano - 6 510
- Terumasa Ikeda - 4 560
- Nagamasa Kuroda - 5 400
- Yoshiakira Katō - 3 000
- Yoshimasa Tanaka - 3 000
- Takatora Tōdō - 2 490
- Yoshiaki Mogami
- Katsutoyo Yamauchi - 2 058
- Yoshishige Hachisuka
- Tadakatsu Honda - 500
- Hirotaka Terasawa - 2 400
- Kazumasa Ikoma - 1 830
- Naomasa Ii - 3 600
- Tadayoshi Matsudaira - 3 000
- Nagamasu Oda - 450
- Sadatsugu Tsutsui - 2 850
- Nagachika Kanamori - 1 140
- Nobutaka Tomita
- Shigekatsu Furuta - 1 200
- Mitsuyoshi Wakebe
- Tadauji Horio
- Kazutada Nakamura
- Toyouji Arima - 900

### Armia zachodnia (siły Ishidy)
- Terumoto Mōri,
- Kagekatsu Uesugi
- Toshimasa Maeda (brat Toshinagi Maedy)
- Hideie Ukita - 17 000 ludzi
- Yoshihiro Shimazu - 1 500
- Hideaki Kobayakawa (uciekł) - 15 600
- Mitsunari Ishida - 4 000
- Yukinaga Konishi - 4 000
- Nagamori Mashita
- Suketada Ogawa (uciekł) - 2 100
- Yoshitsugu Ōtani - 600
- Yasuharu Wakisaka (uciekł) - 990
- Ekei Ankokuji - 1 800
- Yoshinobu Satake
- Hidenobu Oda
- Morichika Chōsokabe - 6 600
- Mototsuna Kutsuki (uciekł) - 600
- Naoyasu Akaza (uciekł) - 600
- Hiroie Kikkawa (uciekł) - 6 000
- Masaie Natsuka - 1 500
- Mori Hidemoto Mori - 15 000
- Katsushige Toda - 1 500
- Masayuki Sanada

## Galeria

Ustawienie wojsk przed bitwą (na czerwono armia „wschodnia”, niebiesko – „zachodnia”, żółto – oddziały, które zmieniły strony
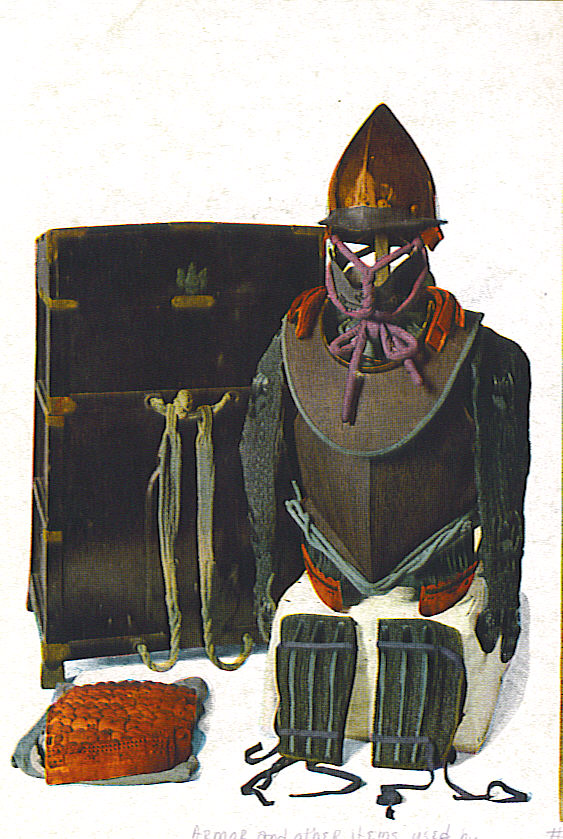
Zbroja Ieyasu Tokugawy w czasie bitwy
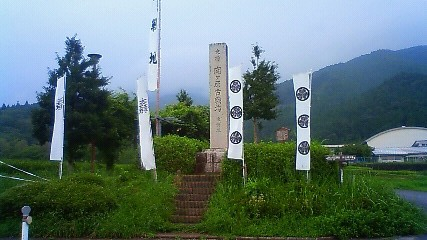
Upamiętnienie miejsca bitwy

## Skutki
Bitwa  wyniosła na szczyt władzy Ieyasu Tokugawę i otworzyła rodowi Tokugawa drogę do jego rzeczywistych rządów nad Japonią przez ponad 250 lat, poprzez  okres Edo (1603–1868) do restauracji Meiji w połowie XIX wieku. Wokół Ieyasu uformowała się nowa struktura hegemonii. Zlikwidowano osiemdziesiąt siedem rodów daimyō, a czterem odebrano znaczne fragmenty ich posiadłości.
Strukturę państwową utworzoną przez Ieyasu i jego następców historycy nazwali bakuhan, co znaczy: „bakufu oraz domeny feudalne”. Baku jest pierwszym komponentem słowa bakufu, a han oznacza autonomiczną jednostkę pod władzą pana feudalnego daimyō.